# Ján Čajak
Ján Čajak (pseudonymy Aliquis, Ján Drienčanský, Michal Kopanický, Nihil, Pozorovateľ, Starý Hodžov volič, Strýčko Ján a jiné) (19. prosince 1863 Liptovský Ján – 29. května 1944 Báčsky Petrovec) byl slovenský spisovatel a překladatel.

## Životopis
Narodil se v rodině štúrovského básníka a evangelického faráře Janka Čajaka a Agneši Čajakové, rozené Medvecké (sestra Terézie Vansové), už jako čtyřletému mu předčasně zemřel otec (na tuberkulózu) a jeho matka se provdala podruhé za Pavola Dobšinského. Základního vzdělání se mu dostalo doma, později studoval na gymnáziu v Martině, poté co ho uzavřeli pokračoval ve vzdělávání na maďarském gymnáziu v Rimavské Sobotě a německém gymnáziu v Kežmarku. Později studoval i v Lučenci, Banské Štiavnici, Bratislavě, odkud byl vyloučen pro své politické názory. Učitelské zkoušky nakonec složil v roce 1889 v Kláštore pod Znievem. Pracoval v advokátní kanceláři
Petra Jamnického v Pezinku, učil v Liptovské Kokavě, Rajci a v Kráľové Lehotě. V roce 1893 se natrvalo přestěhoval na Dolní zem do Báčky (dnešní Maďarsko), později Selenče a v roce 1899 se usadil v jugoslávském Petrovci. Zde zůstal více než 40 let a byl v centru kulturních a politických snah dolnozemských Slováků. Zasloužil se také o založení
slovenského gymnázia v Petrovci a v roce 1924 odešel do důchodu. Dále však působil jako předseda literárního a národopisného odboru Matice slovenské v Jugoslávii a i v pokročilém stáří sledoval politický a kulturní vývoj na Slovensku.

## Tvorba
Začátky jeho literární tvorby sahají do období jeho přestěhování do Petrovce v roce 1899 a tvorbou se řadí do druhé vlny realistických spisovatelů; jeho tvorba byla silně ovlivněna Svetozárem Hurbanem-Vajanským. V Jugoslávii začal přispívat do mnoha periodik (Národnie noviny, Slovenské pohľady, Dennica, Slovenský týždenník, Národný hlásnik) a stal sa stálým spolupracovníkem pražského měsíčníku Naše Slovensko. Založil slovenský politický týdeník Národná jednota, později také kulturní a literární měsíčník Náš život. Jeho první prozaická práce vyšla v roce 1903 v Národních novinách. Ve svých dílech čerpal ze vzpomínek na Slovensko, zejména na Liptov a Gemer, upozorňuje v nich nejen na problémy, ale zároveň také předkládá řešení. Psal také anekdotické příběhy a žánrové črty. Kromě psaní beletrie se zaměřoval i na publicistiku, lidovýchovnou práci a překlady (Guy de Maupassant, Alexandr Sergejevič Puškin a jiní).

## Dílo
- Seznam děl v Souborném katalogu ČR, jejichž autorem nebo tématem je Ján Čajak
- 1903 – Predaj hory, povídka

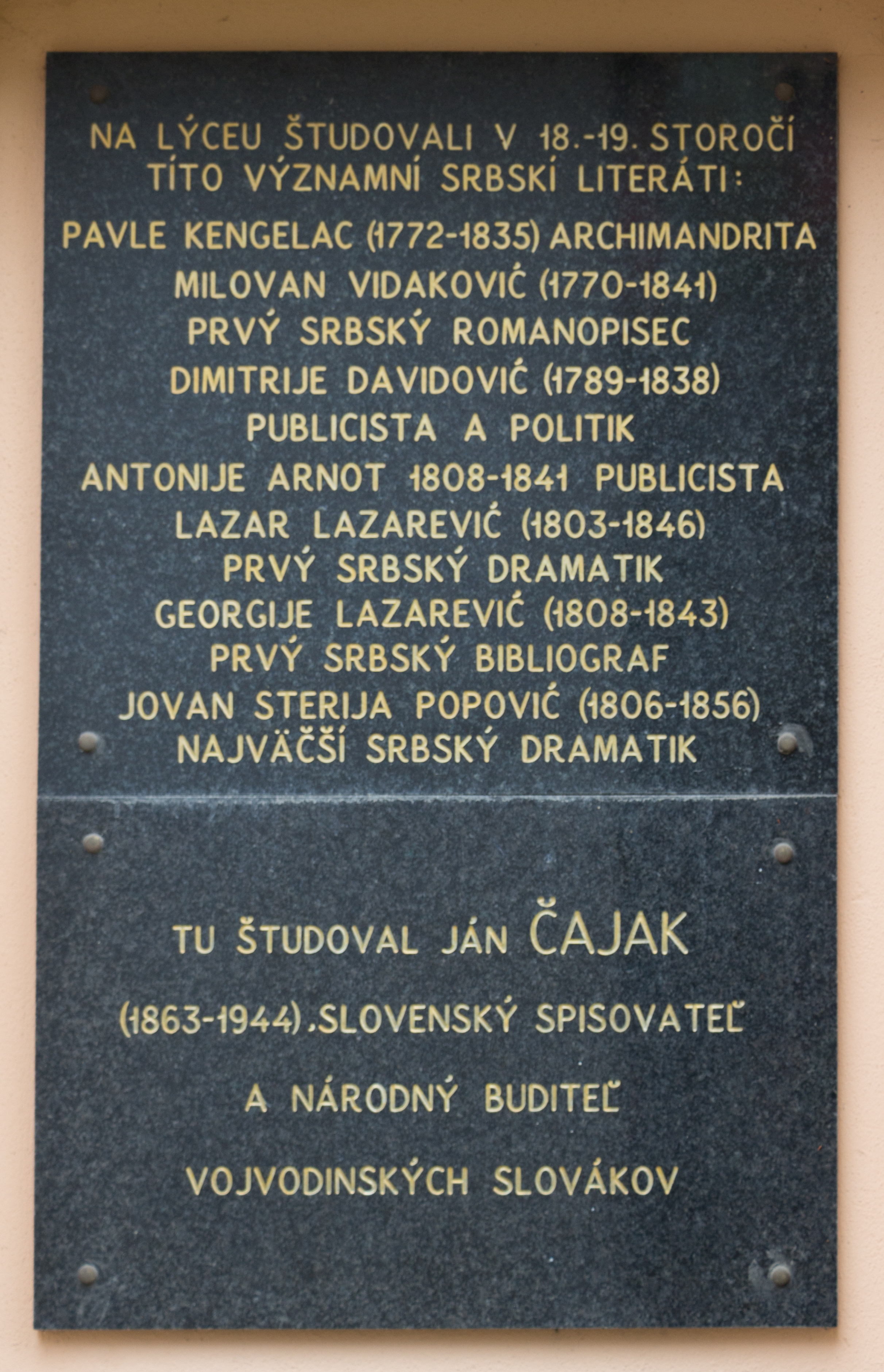

- 1903 – Pred oltárom, povídka (vydaly Slovenské pohľady)
- 1905 – Z povinnosti, povídka (vydaly Slovenské pohľady)
- 1905 – Vysťahovalec
- 1906 – Báťa Kalinský
- 1906 – Obyčajná história
- 1907 – Tri rozprávky
- 1908 – Suchoty
- 1908 – Vohľady, povídka
- 1909 – Rodina Rovesných, román (psán pod pseudonymem Aliquis)
- 1910 – Ja si svoj mliečnik načnem, anekdotický příběh
- 1910 – Strýc Miško, anekdotický příběh
- 1910 / 1911 – V tretej triede, cyklus črt
- 1912 – Ujčekov Mikušov posledný deň, anekdotický příběh
- 1913 – Jožkova svadba a iné rozprávky, anekdotický příběh
- 1913 – Ecce homo, povídka
- 1914 – Cholera
- 1914 – Dejepis Slovákov
- 1918 – Návrat
- 1922 – Tridsaťpäť dekagramov
- 1923 – Zápisky z rukojemstva, dokumentární próza
- 1924 – Fuksi, črta
- 1929 – V druhej triede, cyklus črt
- 1929 – Len pekne, dramatická scénka
- 1931 – Búrka, žánrový črta
- 1936 – Malí ubehlíci
- 1936 – Ďuro Kožuch, úryvek uveřejněn v Našem životě, pravděpodobně plánoval napsat román, ale už to neuskutečnil